# Racheta X-M
Racheta X-M (titlu original Rocketship X-M sau Expedition Moon) este un film științifico-fantastic american din 1950, primul film postnuclear și al doilea film în genul science-fiction aventuri în spațiul cosmic după al doilea război mondial. Racheta X-M este creat în genul space opera, datorită bugetului este un film de categoria B.
Filmul este regizat de Kurt Neumann după un scenariu de Orville H. Hampton, Kurt Neumann și Dalton Trumbo. În film interpretează Lloyd Bridges, Osa Massen, John Emery, Noah Beery, Jr., Hugh O'Brian și Morris Ankrum.

## Povestea

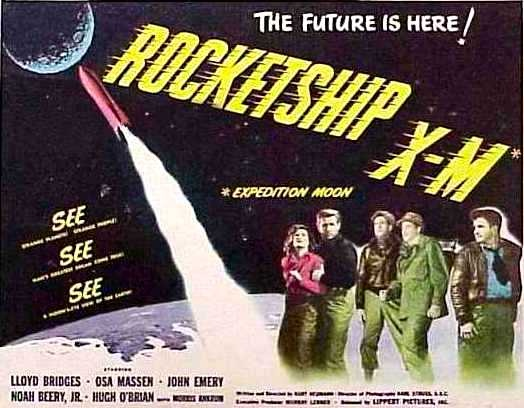

Patru bărbați și o femeie, toți oameni de știință, ajung în spațiul cosmic la bordul Rachetei XM (Rocketship Expedition Moon), prima expediție a umanității spre Lună. Dar la jumătatea drumului spre destinație, motoarele Rachetei XM se închid din cauza unei probleme cu combustibilul. Echipajul rezolvă problema cu un amestec nou de combustibil, motoarele se reaprind, dar pun racheta pe o nouă direcție, direct spre planeta Marte. După ce își recapătă conștiința, din cauza accelerării bruște a motoarelor, echipajul își dă seama că nava a parcurs aproximativ 50 milioane mile, iar Marte se află doar la 50.000 de mile depărtare.

## Distribuție
- Lloyd Bridges este colonel Floyd Graham, pilotul
- Osa Massen este Dr. Lisa Van Horn (Ph.D. în chimie)
- John Emery este Dr. Karl Eckstrom (proiectanul navei)
- Noah Beery, Jr. este maior William Corrigan
- Hugh O'Brian este Harry Chamberlain
- Morris Ankrum este Dr. Ralph Fleming

## Producția
Deoarece efectele speciale erau scumpe și producția a fost întârziată de filmările la Destinație Luna, acest film alb-negru produs de studioul Lippert Pictures a fost filmat foarte rapid (în 18 zile), astfel încât să fie primul film care rulează în cinematografe cu o poveste despre prima expediție umană spre Lună, dar care în cele din urmă ajunge pe planeta Marte. „Racheta X-M” a avut premiera pe 26 mai 1950, în timp ce „Destinație Luna” a rulat în cinematografe o lună mai târziu, pe 27 iunie 1950, la New York.